# Altair BASIC

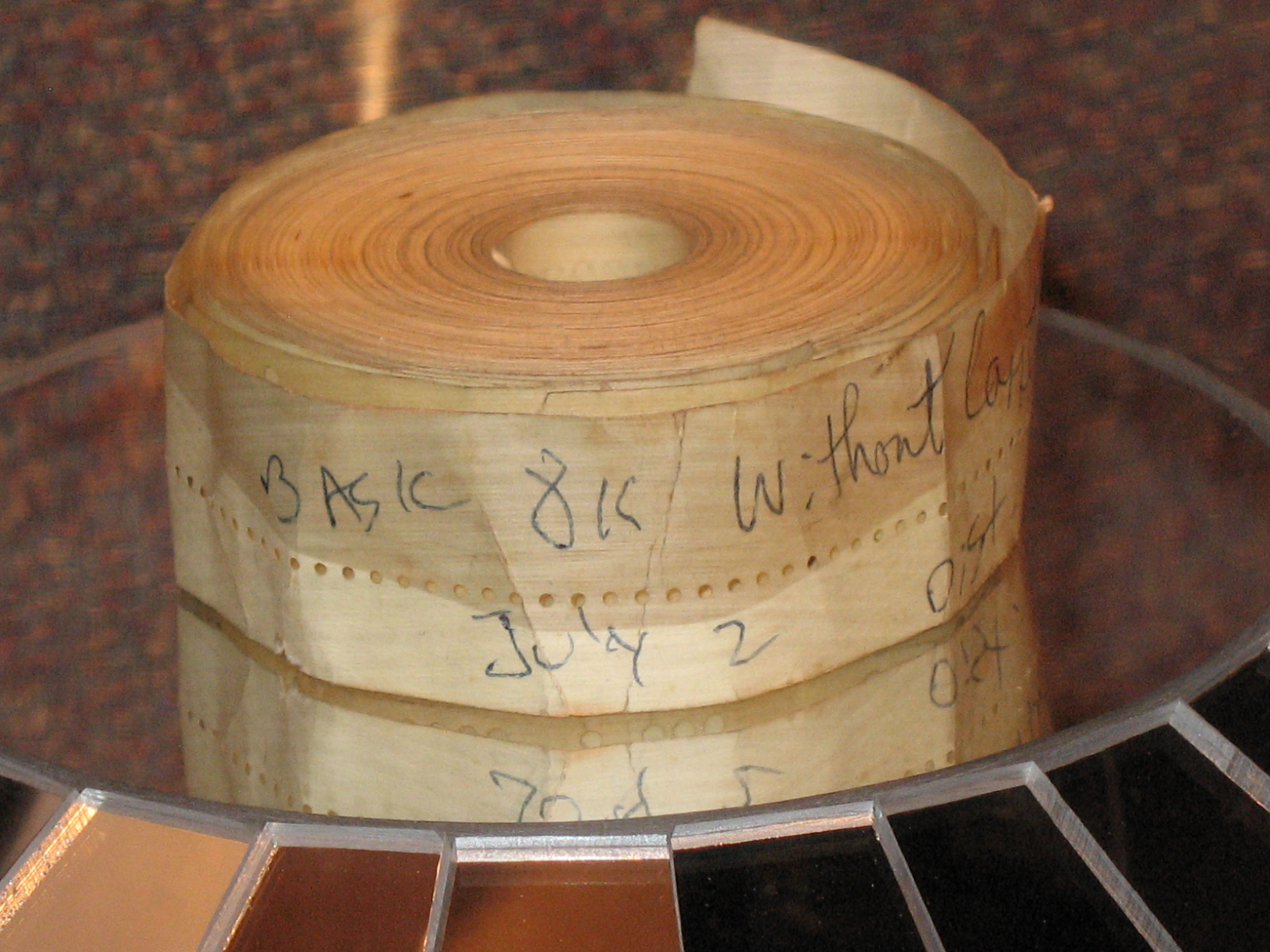
Altair 8K BASIC на перфострічці

Altair BASIC — інтерпретатор мови програмування BASIC, розроблений для мікрокомп'ютера Altair 8800. 
Працював також на сумісних комп'ютерах із шиною S-100. Був першим програмним продуктом компанії Microsoft (стара назва Micro-Soft).
Altair BASIC означив нову віху в історії програм[ненейтрально] — перша мова високорівневого програмування для першого персонального комп'ютера і перший програмний продукт компанії Microsoft.

## Розробка
Білл Гейтс згадує, що коли він і Пол Аллен читали про Altair 8800 в Popular Electronics (січень 1975), вони зрозуміли, що ціни на комп'ютери скоро впадуть до такої міри, що продаж програмного забезпечення для них стане прибутковим бізнесом.
Гейтс вважав, що розробивши інтерпретатор BASIC для нового комп'ютера, вони могли б зробити його привабливішим для аматорів. Вони зв'язалися з Едвордом Робертсом (засновником MITS) і запропонували йому ознайомитися з інтерпретатором, який вони зараз розробляють. Метою цієї розмови було лише визначення зацікавленості MITS в інтерпретаторі. Робертс погодився зустрітися з ним через кілька тижнів (у березні 1975).
У Гейтса та Аллена не було ні інтерпретатора, ні навіть комп'ютера Альтаїр, на якому вони могли б тестувати інтерпретатор. Однак, для попереднього проєкту Аллен написав емулятор Intel 8008, який працював на PDP-10, і зміг адаптувати його під Altair 8800, користуючись тільки Посібником із програмування. Вони найняли Гарвардського студента Монті Давидова, який реалізував арифметику чисел із рухомою комою. Такої функції в багатьох конкурентів не було.
Закінчений інтерпретатор мав систему введення-виведення й редактор командного рядка. Він займав усього 4 Кб, що залишало достатньо місця для написання програм на BASIC. Інтерпретатор був записаний на перфострічку, яку Альтаїр міг прочитати. Перед відправкою Аллен згадав, що забув написати завантажувач для читання перфострічки в пам'ять. Але на машинному коді Intel 8080, Аллен зміг закінчити завантажувач ще до приземлення літака. Пізніше, вони посперечалися з Гейтсом, хто міг би написати коротший завантажувач. Гейтс виграв.

## Реалізація
Робертс погодився поширювати інтерпретатор разом із системою Altair 8800, а також найняв Аллена і Гейтса для підтримки й поліпшення BASIC. Так були випущені:
- оригінальний 4 КБ BASIC
- 8 КБ BASIC
- Extended Basic
- Extended ROM BASIC
- Disk BASIC

Однак Altair BASIC став джерелом суперечок в кінці 1970-х. Тоді більшість власників комп'ютерів обмінювалися програмами без думки про ліцензування й купівлю, що призвело до появи гнівного відкритого листа Білла Гейтса до комп'ютерної спільноти, в якому засуджувалося піратство.
Після продажу прав на інтерпретатор BASIC в MITS, Microsoft реалізувала його й для інших систем, таких як Motorola 6800.
BASIC був основним джерелом доходу Microsoft до початку 1980-х, коли вона перейшла до MS-DOS.